# 쥘 미슐레
쥘 미슐레(Jules Michelet)는 1798년 8월 21일 파리에서 태어나 1874년 2월 9일 예르에서 사망한 프랑스의 역사가이다.
자유주의자이자 반교권주의자이던 미슐레는 19세기의 위대한 역사학자 중 하나로 평가받으며, 폴 베니슈에 따르면 "낭만주의 시대 가장 위대한 창작자들" 가운데 하나이지만, 오늘날에는 그 평가에 대한 논란이 있는데, 특히 그가 "민족 소설"의 한 거대한 부분으로서의 역사 저술을 낳았다는 측면에 있어서, 20세기 후반 들어서 발전한 역사학은 미슐레에 의문을 제기했다. 미슐레는 또한 많은 수필과 풍습에 관한 저작들을 저술했는데, 이 중 몇 저작들로 인해 교회와 정치 권력과 대적하게 되었다. 미슐레의 작품들 가운데 당대 가장 유명한 것은 <프랑스사Histoire de France>이며, 그 다음으로는 아마도 <혁명사Histoire de la Révolution>가 뒤따를 것이다. 

## 생애

### 출신과 교육
쥘 미슐레의 아버지는 편집장으로, 쥘은 언론계에서 실질적인 일을 하며 아버지를 도왔다. 한 업체에서 쥘에게 관련 국가직을 제안하였으나, 그의 아버지는 그를 명문의 샤를마뉴 학원에 입학시킬수 있었고, 그곳에서 쥘은 두각을 나타내기 시작했다. 1821년에 대학고시에 합격한 후, 곧 그는 롤랑 대학에서 역사학 교수직으로 임명받았고, 그 후 1824년에 그는 결혼을 했다. 이 당시는 프랑스에서 학자 및 문인들에게 가장 유리한시기 중 하나였으며, 미슐레는 막강한 후원자들이 있었다. 어린 시절부터 공화주의와 독특하고 다양한 낭만적인 자유 사상을 받아 들인 그는 열렬한 정치인 이었지만, 무엇보다도 과거의 역사에 대한 탐구자이자 문인이었다. 그의 초기 작품은 학교 교과서들이다.
미슐레는 소르본과 콜레즈 드 프랑스에서 교편을 잡는 한편, <프랑스사(史)>(1833-1867) 17권과 <프랑스 혁명사> 7권(1847-1853)을 비롯해 방대한 저술을 남겼다. “대리석을 통하여 인간을 느낀다”란 말에 상징되어 있듯이 미슐레는 실증적인 자료의 조사를 통하여 과거의 역사를 산 것으로 부활시키려 했다. 같은 시대의 역사가에는 기조(Guizot), 토크빌(Tocqueville), 키네(Quinet)가 있으며 역사와 문학 이외의 면에서도 후대에 큰 영향을 끼쳤다.

## 저술

### 영향
미슐레는 오로지 계몽시대의 철학 저술에만 취향이 있는 듯 보인다. 로크(그의 라틴어 논문), 콩도르세, 데이비드 흄 등. 그러나 그를 계몽시대(그가 좋아하는 작가들 가운데는 볼테르와 몽테스키외도 있었다)로 이어주는 이 분명해 보이는 지적 영향 관계를 넘어서, 다른 철학자들 역시 그에게 깊은 영향을 주었는데, 특히나 라이프니츠가 그러하다.

## 같이 보기
- 롤랑 바르트